# Carl Otto von Eicken
Carl Otto von Eicken (* 31. Dezember 1873 in Mülheim an der Ruhr; † 29. Juni 1960 in Heilbronn) war ein deutscher Mediziner.

## Leben
Carl Otto von Eicken, Sohn von Carl von Eicken und dessen Ehefrau Helene, geborene Fischer, studierte Medizin an den Universitäten zu Kiel, Genf, München, Berlin und Heidelberg. 1899 wurde er in Heidelberg promoviert und stellte sich anschließend in die Dienste des Chirurgen Vincenz Czerny für eine zweijährige chirurgische Ausbildung. Im Jahre 1901 wurde von Eicken Assistent von Gustav Killian und Oberarzt, beide arbeiteten eng zusammen. In den Folgejahren beschäftigte er sich mit der Ohrenheilkunde. Er wurde 1910 zum außerordentlichen Professor an der Universität Gießen für das Fach der Hals-, Nasen-, Ohrenheilkunde ernannt. Zugleich war von Eicken während des Ersten Weltkriegs als Stabsarzt der Reserve an der Front beim Feldlazarett 3 des XVIII. Armee-Korps im Einsatz.
1921 trat von Eicken die Nachfolge Killians als Ordinarius in Berlin an und wurde fünf Jahre später Direktor der vereinigten ersten und zweiten H.N.O.-Klinik der Charité.
Im Jahr 1936 wurde er zum Mitglied der Deutschen Akademie der Naturforscher Leopoldina gewählt. Er war beratender HNO-Arzt beim Heeres-Sanitätsinspekteur. Am 18. August 1942 ernannte ihn Adolf Hitler zum ordentlichen Mitglied des Wissenschaftlichen Senats des Heeres-Sanitätswesens. Er beförderte ihn zudem am 1. September 1944 zum Generalarzt der Reserve und verlieh ihm zuvor 1943 die Goethe-Medaille für Kunst und Wissenschaft. Im selben Jahr wurde Eicken Beirat des Generalkommissars für das Sanitäts- und Gesundheitswesens Karl Brandt.
In der Nachkriegszeit wurde von Eicken Ordinarius an der Ost-Berliner Humboldt-Universität.

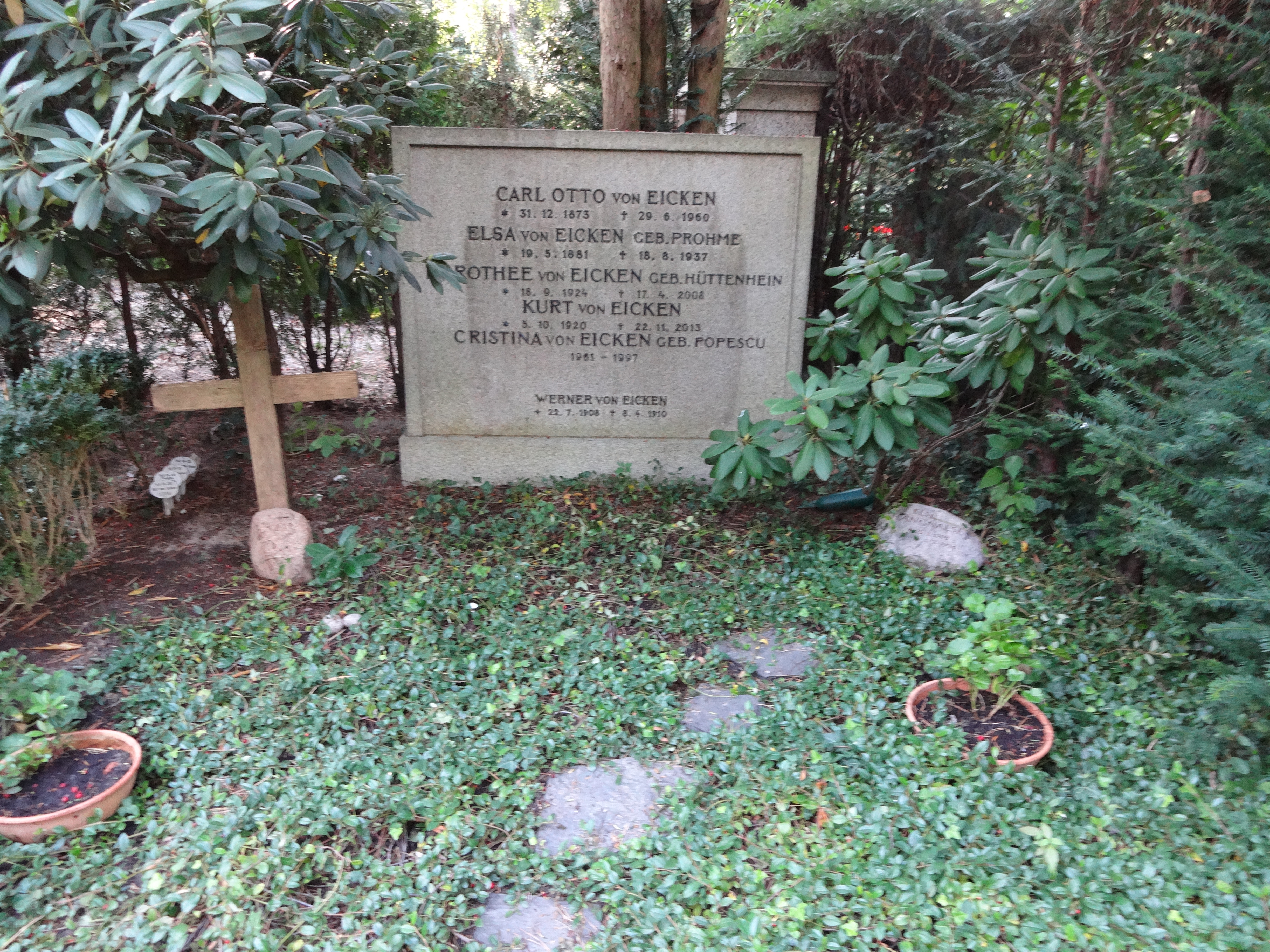
Grabstätte

Er ist auf dem Waldfriedhof Dahlem bestattet.

## Werk
Eicken arbeitete unter Gustav Killian an der Weiterentwicklung von Untersuchungsmethoden des Hals-/Rachenraumes und entwickelte dabei die indirekte Hypopharyngoskopie, die sich als Grundvoraussetzung für das killiansche Schwebeverfahren herausstellen sollte. Durch von Eickens Methode konnte der Kehlkopf mittels eines U-förmigen Hakens unter Lokalanästhesie vorgezogen werden, was erstmals ohne operativen Eingriff einen Einblick auf den Hypopharynx ermöglichte.
Auf Eicken lassen sich auch diverse Radikaloperationen unter Lokalanästhesie der Kieferhöhlen zurückführen sowie die Entdeckung eines pathologisch veränderten Processus styloideus, der zu Schluckbeschwerden und Ausstrahlung von Schmerzen führt.
Aus seinem beruflichen Wirken gingen über 120 wissenschaftliche Veröffentlichungen hervor, zu seinen wichtigsten Werken zählt der kolorierte Atlas der Otorhinolaryngologie, den er gemeinsam mit seinem einstigen Schüler Alfred Schulz van Treeck erarbeitete. Diese Veröffentlichung wird noch heute als ein Standardwerk in der fachärztlichen Ausbildung zum HNO-Arzt angesehen.